# Air Burundi
Air Burundi era una compagnia aerea burundese con sede a Bujumbura di proprietà statale, nonché la compagnia aerea di bandiera dello stato situato nell'Africa Orientale, con Hub presso l'Aeroporto di Bujumbura. Fondata nel 1970 pur formalmente attiva, operando in passato voli di linea nazionali ed internazionali con destinazioni in Ruanda, Tanzania e Uganda, la compagnia ha cessato ogni attività dal 2009.
Air Burundi era membro dell'African Airlines Association (AFRAA).

## Storia
La società è stata fondata nell'ottobre 1970 con la denominazione Société de Transports Aériens du Burundi (STAB) e aveva iniziato a volare nell'aprile del 1971. Inizialmente la flotta era costituita da due attempati Douglas DC-3, gentile regalo della Francia. Nel giugno 1975 veniva adottata l'attuale ragione sociale e, negli anni seguenti, altri velivoli un poco più adeguati entravano in sevizio: Piper "Super Cub" per l'irrorazione di pesticidi, un Sud Aviation SE.210 Caravelle, noleggiato dalla Francia. Nel 1977 furono aggiunti due De Havilland DHC-6 Twin Otter.

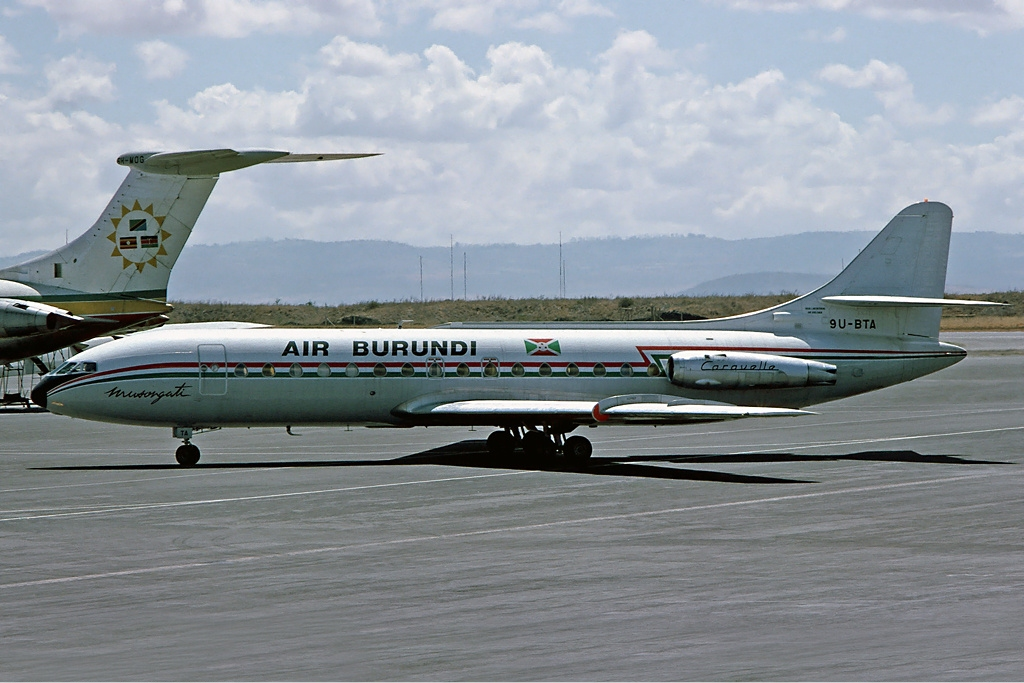
Il Sud Aviation SE.210 Caravelle III nella semplice livrea Air Burundi

La guerra civile, scoppiata nell'autunno 1993, e le successive tensioni interetniche misero in notevole difficoltà l'azienda, tanto da costringerla a sospendere temporaneamente l'attività fino al febbraio 1999. In seguito Air Burundi ha continuato ad effettuare voli regolari verso gli stati confinanti, ma nella primavera 2007 fu nuovamente costretta a sospendere le operazioni. Nel 2008 avvenne il rilancio della compagnia con voli giornalieri verso Kigali ed Entebbe. Nel settembre 2009 l'unico aereo della flotta, un Beechcraft 1900, raggiungeva il massimo delle ore di volo consentite prima di effettuare la manutenzione obbligatoria; il velivolo fu inviato in Sudafrica per la revisione e la compagnia sospese nuovamente le operazioni di volo, senza più riprenderle.
Nell'agosto 2011 su alcuni giornali dell'Africa orientale apparve la notizia che Air Burundi, ormai una società sulla carta, aveva l'intenzione di avviare un processo di ristrutturazione scegliendo un partner tra sei società che avevano manifestato interesse nella ricapitalizzazione della compagnia, in modo da consentirle di acquistare o noleggiare nuovi aeromobili per riprendere le operazioni di volo. Un poco grottescamente, il 28 giugno 2012, ad un anno dall'ordine, Air Burundi prese in consegna il primo Xian MA60, ovvero la versione cinese del biturnina sovietico Antonov 24. Il velivolo fu impiegato solo per trasporti per conto del governo. Nel settembre 2013 alcuni organi di stampa riferivano che la società necessitava di 1,3 milioni di dollari per la revisione del Beechcraft 1900 rimasto indolentemente in Sudafrica.
Secondo alcune notizie incontrollate quanto rimasto dell'azienda sarebbe stato riversato all'inizio del 2021 in una costituenda aerolinea - Burundi Airlines - di cui non si è peraltro avuto alcuna ulteriore informazione. Attualmente la piccola nazione africana non ha una propria compagnia aerea.

## Flotta
Al gennaio 2013 la flotta Air Burundi era composta dai seguenti velivoli:

### Flotta storica
All'agosto 2006 la compagnia operava inoltre con i seguenti velivoli:
- 1 de Havilland Canada DHC-6 Twin Otter
- 1 Sud Aviation Caravelle